# Coelichneumon impressor
Coelichneumon impressor là một loài tò vò trong họ Ichneumonidae.